# Fabrizio Maramaldo
Fabrizio Maramaldo (Napoli o Tortora, 28 ottobre 1494 – Napoli, dicembre 1552) è stato un condottiero italiano, soldato di ventura originario del Regno di Napoli, reso famigerato dall'episodio dell'uccisione del capitano Francesco Ferrucci il 3 agosto 1530, nella battaglia di Gavinana, prigioniero, ferito e inerme.

## Biografia
Le origini di Fabrizio Maramaldo sono controverse: si sa che era originario del Regno di Napoli, ma non si conosce la sua città natale. Anche se Niccolò Jeno de' Coronei riferisce che fosse originario di Tortora (Cosenza). Il Dizionario biografico degli italiani indica invece la città di Napoli. Lo storico e giornalista Alessandro Luzio, traducendo alcune lettere dell'archivio Gonzaga di Mantova, scoprì che Maramaldo fuggì da Napoli dopo aver trucidato la moglie e chiese protezione presso il marchese Federico di Mantova.
Combatté al soldo dei Gonzaga e della Repubblica di Venezia. Fu assoldato dall'imperatore Carlo V d'Asburgo. Nel 1527, prese parte al sacco di Roma. Sempre al soldo dell'imperatore durante l'assedio di Firenze (1530) cercò invano di scacciare i fiorentini di Francesco Ferrucci da Volterra, poi partecipò alla battaglia di Gavinana al comando di una delle colonne imperiali, combatté i Turchi in Ungheria e i Francesi in Piemonte in particolare ad Asti e Alessandria.

### L'assedio di Asti
In occasione dell'assedio di Asti del 1526, il condottiero subì una cocente sconfitta; dopo aver cannoneggiato la città per una settimana, cercò di penetrarvi attraverso la breccia aperta, ma gli astigiani, comandati dal capitano Matteo Prandone, ricacciarono i mercenari fuori dalla cinta della città dopo un accanito combattimento.
Narra la leggenda che l'apparizione nel cielo di san Secondo, patrono della città, avrebbe mandato in rotta l'esercito di Maramaldo.
Gli astigiani, a ricordo del pericolo scampato, eressero nel 1592 un tempietto votivo denominato San Secondo in Vittoria, in corrispondenza della breccia aperta dal Maramaldo, poi demolito all'inizio del XIX secolo nell'ambito del riassetto urbano della città.

### Il sacco di Roma
Come capitano di ventura al servizio di Carlo V, nel 1527 partecipò al sacco di Roma, evento caratterizzato da furti d'opere d'arte generalizzati, spesso ispirati da insospettabili ma attribuiti alla soldataglia o a Fabrizio Maramaldo. In realtà alcuni personaggi d'alto livello come Don Ferrante Gonzaga marchese di Mantova, figlio di Isabella d'Este, parteciparono direttamente al saccheggio. Lo stesso Don Ferrante e la madre Isabella, in quel periodo a Roma, fecero rubare i preziosissimi arazzi del Papa, tessuti dieci anni prima sui cartoni di Raffaello e destinati alla Cappella Sistina.
Il Maramaldo, che era in ottimi rapporti con Don Ferrante, ricevette da questi commissioni esplicite per operare furti mirati di pezzi archeologici di epoca classica, anche per scritto. Divertente e rivelatrice una lettera del Marchese al capitano di ventura.

### L'assedio di Monopoli
Dall'inizio di febbraio fino al 28 maggio del 1529 assediò senza successo Monopoli insieme con 4 000 imperiali spagnoli e 2 000 italiani al comando del Marchese del Vasto Alfonso III d'Avalos. La città, che parteggiava per la Francia e Venezia, ben rifornita via mare, fu eroicamente difesa dai cittadini e da truppe venete. Parteciparono alla difesa della città: il comandante veneziano Andrea Gritti, il conte di Montebello, il "provveditor" Vittori, Riccardo da Pitigliano, Renzo da Ceri, Camillo Orsini e ottocento soldati monopolitani.
Nel corso dell'infruttuoso assedio, per penuria di viveri e di danaro Maramaldo si distaccò dall'armata imperiale e con 3 000 uomini si rivolse contro le campagne e le città vicine, saccheggiando Noci e assediando senza successo Martina Franca. Il Maramaldo e le truppe imperiali del Marchese del Vasto, a causa delle numerose defezioni degli italiani che andarono a ingrossare le file dei difensori, si videro infine costretti ad abbandonare l'assedio di Monopoli, ritirandosi prima a Conversano e successivamente a Napoli.

stemma della famiglia Maramaldo

### L'uccisione di Francesco Ferrucci
La vicenda che tristemente ha tramandato ai posteri la figura di Fabrizio Maramaldo è quella che portò all'uccisione del capitano fiorentino Francesco Ferrucci. Maramaldo era schierato con i Medici contro l'esercito della Repubblica fiorentina durante l'assedio di Firenze e desiderava vendicarsi di un'offesa ricevuta dal Ferrucci, che aveva anche fatto impiccare un suo messo che gli aveva chiesto sprezzantemente la resa, dopo averlo però precedentemente avvertito di non tornare sotto pena del capestro. Evidentemente il Ferrucci considerava una grave offesa da parte del Maramaldo l'aver inviato come portatore della richiesta di resa, per ben due volte, un semplice "trombetto".
Il 3 agosto 1530 Ferrucci uscì in campo aperto e tentò un ultimo scontro per spezzare l'assedio, in quella che divenne la battaglia di Gavinana. Il capo delle truppe imperiali, Filiberto di Chalon, principe di Orange, fu ucciso in combattimento da due colpi di archibugio e Ferrucci fu sopraffatto da forze preponderanti, rimase ferito e si arrese con i pochi superstiti, decretando la fine della battaglia. Fabrizio Maramaldo si fece condurre il prigioniero sulla piazza di Gavinana, lo disarmò e contro tutte le regole della cavalleria si vendicò delle offese precedenti, colpendolo a sangue freddo e facendolo finire dai suoi soldati.
Quando il Ferrucci fu condotto alla sua presenza, il Maramaldo ordinò in uno scatto d'ira: "Ammazzate lo poltrone per l'animo del trombetto qual impiccò a Volterra". Le cronache non concordano sul tipo di ferita inferta a Ferrucci, indicata alternativamente al petto, alla gola o al viso. Una versione, accolta anche da Benedetto Varchi nella sua Storia fiorentina, riporta che Francesco Ferrucci, prima di spirare, abbia rivolto con disprezzo le celebri parole, «Vile, tu uccidi un uomo morto!» o più fiorentinamente «Vile, tu dai a un morto!». Tuttavia l'unica fonte da cui il Varchi e altri storici fiorentini trassero notizie in merito, fu il prelato e storico comasco Paolo Giovio che pare avesse attinto a piene mani da un componimento poetico del lucchese Donato Callofilo, La Rotta del Ferruccio; i cronisti toscani più antichi sono invece concordi nell'affermare che il Ferrucci fosse morto combattendo, come riportano Ferrante Gonzaga e altri, come Marco Guazzo nelle Historie Moderne o Leandro Alberti nella sua Descrittione dell'Italia. L'aneddoto sull'uccisione del Ferrucci potrebbe pertanto essere un falso storico.
Dieci giorni dopo, Firenze si arrese agli imperiali e dovette accettare il rientro dei Medici. La conclusione vittoriosa dell'assedio fu un trampolino di lancio per Maramaldo, che ormai godeva del favore di Carlo V e di altri alti personaggi.

### Ritiro a Napoli e morte
Nel 1537 lo scontro tra la Francia e l'imperatore Carlo V di Spagna diminuì di intensità in Piemonte. In conflitto con altri condottieri al servizio degli spagnoli, Maramaldo cessò le sue attività di guerra e si ritirò a Napoli, rimanendo nella considerazione dell'imperatore spagnolo, che lo nominò ciambellano. Senza famiglia né figli, trascorse gli ultimi anni della sua vita dissipando progressivamente i suoi beni. Le cronache dell'epoca riportano infatti i suoi frequenti litigi con il fisco.
La data di morte non è certa, ma viene collocata non oltre il 1555, forse già alla fine del 1552. Negli ultimi tempi si legò ai frati Teatini e ad alcuni santoni a cui finì per lasciare i suoi residui averi, a patto che fossero impiegati in opere di bene.

## Antonomasia
Fabrizio Maramaldo fu «celebrato […] in vita come uno dei soldati e gentiluomini migliori e più famosi della sua epoca». Tuttavia, la tradizione storica e letteraria sulle imprese del condottiero napoletano trasformò la sua figura in quella di un personaggio negativo. Grazie a questa tradizione avversa, il nome Maramaldo è divenuto nel lessico italiano un sostantivo con cui ancora oggi si indica una persona che infierisce sui più deboli, sugli inermi, o è pronta a sopraffare, a tradire qualcuno non appena ne scorga i punti deboli o l'impossibilità di difendersi. Anche il verbo "maramaldeggiare" ha la medesima origine, ed è sinonimo dell'atto di infierire sugli inermi.
A proposito del deteriorarsi della sua reputazione, è tramandato un aneddoto di cui il Valori dubita: Giulia, figlia di Silvestro Aldobrandini, alla richiesta di un ballo durante una festa di corte, avrebbe indirizzato al Maramaldo la seguente risposta: «Né io, né altra donna d‘Italia che non sia del tutto svergognata, farà mai veruna cortesia all‘assassino di Ferrucci.» — Di che il rodomonte restò mutolo e confuso, e la bella giovane da tutti manifestamente lodata.